# Gobernador Duval
Gobernador Duval é um município da província de La Pampa, na Argentina.